# Vuolep Harrok
Vuolep Harrok är en sjö i Arjeplogs kommun i Lappland och ingår i Piteälvens huvudavrinningsområde. Sjön har en area på 0,126 kvadratkilometer och ligger 491 meter över havet. Vuolep Harrok ligger i Hornavan-Sädvajaure fjällurskog Natura 2000-område. Sjön avvattnas av vattendraget Rappenjåkkå.

## Delavrinningsområde
Vuolep Harrok ingår i det delavrinningsområde (737615-157044) som SMHI kallar för Inloppet i Labbas. Medelhöjden är 570 meter över havet och ytan är 14,97 kvadratkilometer. Det finns ett avrinningsområde uppströms, och räknas det in blir den ackumulerade arean 38,6 kvadratkilometer. Rappenjåkkå som avvattnar avrinningsområdet har biflödesordning 2, vilket innebär att vattnet flödar genom totalt 2 vattendrag innan det når havet efter 289 kilometer. Avrinningsområdet består mestadels av skog (96 procent). Avrinningsområdet har 0,54 kvadratkilometer vattenytor vilket ger det en sjöprocent på 3,6 procent.